# As I Went Out One Morning
As I Went Out One Morning – piosenka skomponowana przez Boba Dylana, nagrana przez niego w listopadzie i wydana na albumie John Wesley Harding w grudniu 1967 r.

## Historia i charakter utworu
Utwór "As I Went Out One Morning" został nagrany na sesji dnia 6 listopada 1967 r., która dostarczyła takich utworów jak "All Along the Watchtower", "John Wesley Harding, "I Pity the Poor Immigrant" i "I Am a Lonesome Hobo".
Wbrew tytułowi sugerującemu optymistyczny początek dnia, piosenka jest dość ponura oraz alegoryczna. Bohaterem jest mężczyzna, który uwalnia zakutą w łańcuchy kobietę, właściwie tylko po to, aby się przekonać, że został zmanipulowany do bohaterskiego działania, a kobieta jest zdecydowana go skrzywdzić. Trzecia osoba historyjki opowiedzianej w piosence,  Tom Paine, rozkazuje kobiecie ustąpić i przeprasza ratownika za jej działania.
Jest to jedna ze szczególnych pieśni protestu Dylana. Jest bowiem skierowana przeciwko tym, którzy oskarżali piosenkarza o odwrócenie się od ruchu folkowego. 
Jednym ze źródeł piosenki jest "Lolly Toodum" z Appalachów. Jednak Dylan – jak zwykle – znaną formę i znane postacie wykorzystał na swój wyjątkowy sposób; w efekcie jest to jego osobista wypowiedź. Główną postacią piosenki jest filozof Tom Paine; jest on symbolem wolnej myśli, co wyraził stwierdzeniem, że jego własny umysł jest jego kościołem. Paine był także autorem Common Sense i Dylan sugeruje, że filozof byłby zniesmaczony widząc, jak jego idee zostały przekręcone do dogmatów.
Piosenka ta jest więc także komentarzem Dylana do zderzenia wartości pod koniec lat 60. XX w.
Tom Paine w piosence tej nie pojawił się przypadkowo. Filozof ten był szczególnie bliski piosenkarzowi ze względu na jego obronę wolnej myśli. Co więcej, w 1963 r. Bob Dylan dostał nagrodę im. Toma Paine'a od Emergency Civil Liberties Committee. Odbierając nagrodę był pijany i wygłosił dość niekoherentną mowę, w której Lee Harvey Oswald został przedstawiony prawie pozytywnie, co spowodowało antydylanowską reakcje sali. Dylan wielokrotnie usiłował potem wyjaśnić całą sytuację i, być może, ta piosenka jest ostatnią próbą.

## Koncerty Dylana, na których wykonywał tę piosenkę
Dylan wykonywał tę piosenkę właściwie tylko raz, w początkowej fazie jego pierwszego tournée w 1974 r. od momentu wypadku.
- 10 stycznia 1974 – koncert w "Maple Leaf Gardens" w Toronto w prow. Ontario w Kanadzie

## Wersje innych artystów
CD
- Tribe After Tribe. Power (1985)
- Stan Ridgway. Black Diamond (1995)
- Dr. Robert. Other Folk (1997)
- Second Floor. Plays Dylan (2001)
- RokkaTone. In This Life (2006)
- Mira Billotte. I'm Not There (muzyka z filmu) (2007)
- Why?. Unusual Animals Vol. 4 (2008)

DVD
- I'm Not There (2007)